# Дан државности
Дан државности је договорени датум на који се прославама обележава конституисање народа или несуверене државе. Тај дан може симболизовати време проглашавања независности, почетка демократских промена, или подсећати на дан важан за свеца заштитника или владара те земље. Дан државности је врло често државни празник у држави која га обележава.